# Леснодачненский сельсовет
Леснода́чненский сельсове́т — упразднённое сельское поселение в составе Ипатовского района Ставропольского края Российской Федерации.
Административный центр — село Лесная Дача.

## География
Находится в западной части Ипатовского района. Площадь территории — 102,878 км². Расстояние до районного центра — 100 км.

## История
27 декабря 1979 года, на основании Постановления Исполнительного комитета Ставропольского краевого Совета народных депутатов, из населённых пунктов Тахтинского сельсовета Ипатовского района был образован Леснодачненский сельсовет, в состав которого вошли село Лесная Дача (административный центр) и село Красная Поляна.
С 1 мая 2017 года, в соответствии с Законом Ставропольского края от 29 апреля 2016 года № 48-кз, все муниципальные образования Ипатовского муниципального района (городское поселение город Ипатово, сельские поселения село Большая Джалга, Большевистский сельсовет, село Бурукшун, Винодельненский сельсовет, Добровольно-Васильевский сельсовет, Золотарёвский сельсовет, Кевсалинский сельсовет, Красочный сельсовет, Леснодачненский сельсовет, Лиманский сельсовет, Мало-Барханчакский сельсовет, Октябрьский сельсовет, Первомайский сельсовет, Советскорунный сельсовет и Тахтинский сельсовет) были преобразованы, путём их объединения, в Ипатовский городской округ.

## Население
| 1989 | 2002  | 2010  | 2011  | 2012  | 2013  |
| ---- | ----- | ----- | ----- | ----- | ----- |
| 1197 | ↗1265 | ↘1078 | ↘1076 | ↘1045 | ↘1024 |
| 2014 | 2015  | 2016  | 2017  |       |       |
| ↘989 | ↘983  | ↘965  | ↘958  |       |       |

### Национальный состав
По итогам переписи населения 2010 года на территории поселения проживали следующие национальности (национальности менее 1 %, см. в сноске к строке «Другие»):
| Национальность | Численность | Процент |
| -------------- | ----------- | ------- |
| Русские        | 1030        | 95,55   |
| Чеченцы        | 12          | 1,11    |
| Другие         | 36          | 3,34    |
| Итого          | 1078        | 100,00  |

## Состав поселения
До упразднения Леснодачненского сельсовета в состав его территории входили 2 населённых пункта:
| № | Населённый пункт | Тип населённого пункта       | Население |
| - | ---------------- | ---------------------------- | --------- |
| 1 | Красная Поляна   | село                         | ↘506      |
| 2 | Лесная Дача      | село, административный центр | ↘406      |

## Местное самоуправление
- Совет депутатов сельского поселения Леснодачненский сельсовет (состоял из 7 депутатов, избираемых на муниципальных выборах по одномандатным избирательным округам сроком на 5 лет)[19].
- Администрация сельского поселения Леснодачненский сельсовет[19]

Главы администрации
- Будников Александр Петрович, глава сельского поселения[1]

## Инфраструктура
- Леснодачненское социально-культурное объединение

## Образование
- Детский сад № 11 «Алёнушка»
- Детский сад № 24 «Яблочко»
- Средняя общеобразовательная школа № 17
- Средняя общеобразовательная школа № 20